# 罗奈
罗奈（法語：Rônai，法語發音：[ʁonɛ] ⓘ）是法国奥恩省的一个市镇，属于阿让唐区。

## 地理
罗奈（48°48'48"N, 0°8'11"W）面积5.4 平方千米，位于法国诺曼底大区奧恩省，该省份为法国西北部内陆省份，北起顺时针与卡爾瓦多斯省、厄尔省、厄尔-卢瓦省、萨尔特省、马耶讷省和芒什省接壤。
与罗奈接壤的市镇（或旧市镇、城区）包括：拉奥盖特、科莫、阿布洛维尔、蒙塔巴尔、内西、讷维欧乌尔姆、里村。

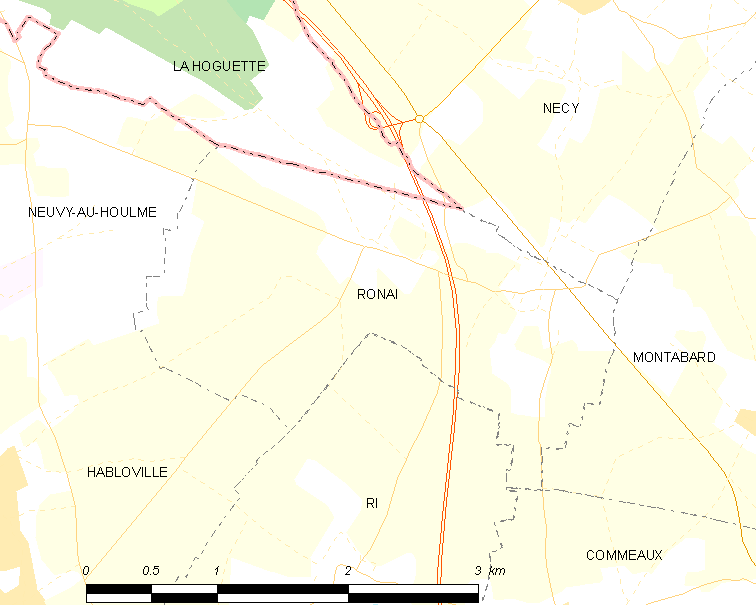
罗奈的OSM定位图

罗奈的时区为UTC+01:00、UTC+02:00（夏令时）。

## 行政
罗奈的邮政编码为61160，INSEE市镇编码为61352。

## 政治
罗奈所属的省级选区为阿让唐第一县。

## 人口

1962-2008年间罗奈人口变化图示

罗奈于2022年1月1日时的人口数量为180人。